# Тихон (Василевский)
Ти́хон (в миру Николай Павлович Василевский; 1 (13) мая 1867, Полтава — 17 июля 1926, Воронеж) — деятель обновленчества, в котором с февраля 1923 года был митрополитом Киевским. До 1922 года был епископом Русской православной церкви.

## Биография
Родился 1 мая 1867 года в Полтаве в семье псаломщика. В 1881 году окончил Полтавское духовное училище и поступил в Полтавскую духовную семинарию. Перевёлся в Киевскую духовную семинарию, которую окончил в 1891 году и поступил в Киевскую духовную академию, которую окончил в 1891 году со степенью кандидата богословия и «правом получить степень магистра богословия без нового устного испытания, но чрез напечатание сочинения в усовершенствованном виде и удовлетворительное защищение его в присутствии Совета».
27 сентября 1891 года становится инспектором классов Ладинского епархиального женского училища Полтавской епархии. 4 сентября 1892 года переведён преподавателем в Херсонское духовное училище. 15 июля 1893 года назначен учителем Полтавского духовного училища.
28 июня 1895 года принял монашеский постриг с именем Тихон. 9 июля был рукоположён в сан иеродиакона. 17 июля того же года рукоположён в иеромонаха.
Назначен инспектором Томской духовной семинарии. С 1897 года — инспектор, с 1898 — ректор Минской духовной семинарии, возведён в сан архимандрита.
3 мая 1903 года высочайше утверждён доклад святейшего синода о бытии ему епископом Балтским, викарием Подольской епархии; хиротония совершена 26 мая того же года в кафедральном соборе Каменец-Подольска.
16 июня 1905 года назначен епископом Костромским и Галичским.
Высочайшим рескриптом от 21 февраля 1913 года (празднование 300-летие дома Романовых) возведён в сан архиепископа.
11 июля 1914 года Высочайшим повелением назначен архиепископом Курским и Обоянским.
15 мая 1917 года решением Святейшего Синода уволен, согласно прошению, от управления Курскою епархиею на покой, с назначением ему местопребывания в Киево-Печерской Успенской Лавре.
Архиепископ Тихон прибыл уже в Лавру 20 мая и помещён в предоставленном ему по постановлению Собора от 10 сего мая помещении № 2 в здании старческой богадельни.
2 сентября 1917 года назначен управляющим на правах настоятеля калязинским Троицким монастырём в Тверской епархии. 22 сентября выехал из Лавры в Тверскую епархию.
9 февраля 1918 года назначен викарием Симбирской епархии с титулом епископа Алатырского вместо переведённого на Енисейскую кафедру епископа Назария (Андреева). Как и епископ Назарий он управлял всей епархией вместо находившегося в Москве на Поместном Соборе архиепископа Вениамина (Муратовского), который так и не вернулся в свою епархию, а бежал в Сибирь с армией адмирала Колчака.
26 июля 1920 года был назначен архиепископом Воронежским и Задонским.
В августе 1921 года, когда выяснились результаты неурожая и спровоцированного большевистской властью голода, владыка Тихон предложил произвести сбор пожертвований в пользу голодающих. Сбор пожертвований по епархии начался 29 августа 1921 года.
В условиях оторванности от церковного единоначалия архиепископ Тихон увеличил число викарных епископов, введя эти должности в Валуйках, Боброве и Задонске. Хиротония епископов Задонского и Валуйского Иоанна (Болховитинова) и Иоанникия (Чекановского) состоялась в Благовещенском соборе Митрофановского монастыря.
Во второй половине 1922 года значительная часть духовенства епархии во главе с архиепископом Тихоном перешла в обновленчество (в лоне Патриаршей («староцерковной») Церкви остался викарный Острогожский епископ Владимир (Шимкович)).
В феврале 1923 года обновленческим синодом был возведён в сан митрополита и переведён в Киев. Согласно донесению в ОГПУ члена обновленческого ВЦУ протоиерея Бориса Дикарёва: «чрез прот. КРАСНИЦКОГО митр. Тихону было сказано, что положение в Киеве требует экстренного его выезда туда, что в случае, если он там не сумеет или не захочет устроиться, он может быть переведён лишь в ещё более беспокойный и неблагополучный Петроград (чего митр. Тихон боится пуще всего), но никак не возвращён в Воронеж с сохранением БЕЛОГО клобука. <…> Тихон первое, что сделал в Москве, узнав о своём назначении Киевским митр[ополитом], — побежал сам покупать себе материю на белый клобук, не пожалев на это 550 миллионов рубл[ей]. Поэтому этот намёк на цвет клобука имел в глазах митр. Тихона особо важное значение. В Москве митр. Тихон был весьма доволен новым своим назначением <…> Воронежцы, узнав об окончательном уходе от них Тихона, устроили ему торжественное прощание, народу собралось несколько тысяч (несмотря на будний день). Женщины рёв подняли ужасающий. Речей было без конца. Поднесли ему огромный торт и выразили пожелание, чтобы Митр[ополита] так встречали Киевляне, как провожают Воронежцы. Пожеланию этому не суждено было исполниться. Несмотря на мою телеграмму, на вокзал выехал один проф. БЕЛОЛИКОВ, да и тот не сумел нас найти, так, что я уж сам, забежав на всякий случай в зал I класса вокзала, нашёл его там и от него узнал, что хоть можно ехать в Покровский монастырь, а то митрополит уже стал беспокоиться, не разогнал ли народ обновленцев и не захватил ли Покровский монастырь»
Бежавший из России в Варшаву архиепископ Феодосий (Феодосиев) в беседе с корреспондентом телеграфного агентства «Русспресс» так описал его приезд в Киев: «В конце марта в Киев прибыл архиепископ Тихон, бывший Курский, ставленник „Живой церкви“, возведённый высшим церковным управлением в сан митрополита Киевского и Всеукраинского. Немедленно по приезде своём в Киев он разослал своему духовенству циркуляр с требованием явиться на регистрацию и подчиниться ему и московскому ВЦУ. Духовенство ответило на это требование сплошным отказом. Тогда Тихон разослал духовенству вторичное подтверждение своих требований, угрожая репрессиями в случае неподчинения. Результат был одинаков — киевское духовенство не пожелало признавать Тихона».
Полгода спустя возвратился на Воронежскую (обновленческую) кафедру, которую покинул его сменщик Пётр Сергеев.
В 1924 году участвовал в послании «грамоты» патриарху Григорию VII.
В 1925 году участвовал в обновленческом Поместном соборе в Москве.
Летом 1926 года, во время встречи с архиепископом Петром (Зверевым), отверг его предложение принести покаяние и вернуться в лоно Православной Церкви.
Скончался 17 июля 1926 года в Воронеже; погребён в Благовещенском соборе Митрофановского монастыря (не сохранился).